# Paulo Miyashiro
Paulo Henrique Miyashiro Abreu (Santos, 7 de junio de 1976) es un deportista brasileño que compitió en triatlón y acuatlón. Ganó tres medallas de bronce en el Campeonato Mundial de Acuatlón entre los años 2000 y 2005.

## Palmarés internacional
| Campeonato Mundial | Campeonato Mundial         | Campeonato Mundial | Campeonato Mundial |
| Año                | Lugar                      | Medalla            | Prueba             |
| ------------------ | -------------------------- | ------------------ | ------------------ |
| 2000               | Cancún (México)            | Medalla de bronce  | Individual         |
| 2003               | Queenstown (Nueva Zelanda) | Medalla de bronce  | Individual         |
| 2005               | Gamagori (Japón)           | Medalla de bronce  | Individual         |